# Pasties

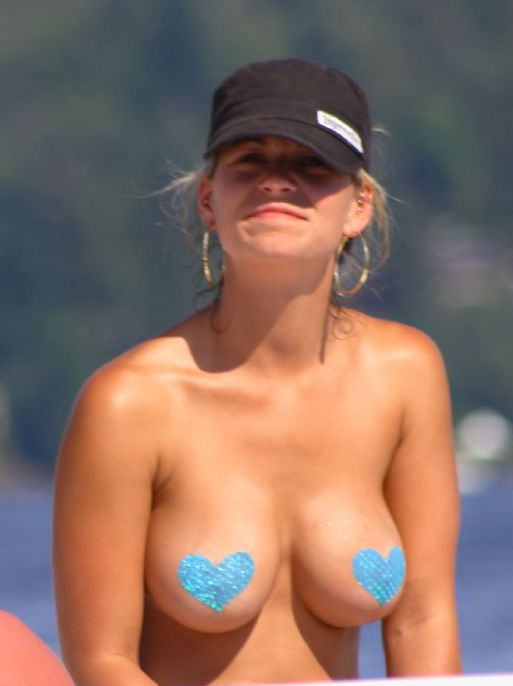
Wasserfeste Strandpasties

Pasties (Singular Pasty, üblicherweise im Plural gebraucht) ist die Bezeichnung für kleine Pailletten, Aufkleber oder Stoffstücke, die zur Bedeckung der Brustwarzen oder des Intimbereichs verwendet werden. Der Name leitet sich von der Eigenschaft ab, von selbst auf der Haut kleben zu bleiben (englisch to paste ‚kleben‘). Material und Größe können variieren, sie bedecken jedoch mindestens die Areola beziehungsweise die Schamlippen. Einige Brustwarzen-Pasties sind zur Zierde mit einer Quaste versehen.
Ähnliche Funktion haben Nippleshields und Brustwarzenpiercings.

## Verwendung
Das den Pasties zugrundeliegende Konzept besteht darin, ein Höchstmaß an Nacktheit zu realisieren, wobei gleichzeitig ein Mindestmaß an Bekleidung bestehen bleibt. Der Grund dafür besteht zum einen darin, den erotischen Reiz der Verhüllung beizubehalten, während gleichzeitig viel Körper gezeigt werden kann. Dies geschieht vorwiegend im Rahmen von Burlesque, Varieté oder auf Partys.
Zum anderen ist öffentliche Nacktheit in einigen Ländern gesetzlich eingeschränkt oder verboten. So ist beispielsweise Nacktbaden in vielen englischsprachigen Ländern nicht gestattet oder auf ausgewiesene Strandbereiche beschränkt. Auch existiert oftmals ein gesellschaftliches Stigma für das Zeigen von (insbesondere weiblichen) Brustwarzen in der Öffentlichkeit oder öffentlichen Medien. Durch Pasties kann annähernde Nacktheit ermöglicht werden, ohne die gesetzliche Grenze oder gesellschaftliche Tabus zu überschreiten.

## Varianten
Ein vergleichbares Konzept ist das des Microkinis. Im Unterschied zu den Pasties sind hier die Stoffstücke durch Schnüre miteinander verbunden, ähnlich wie bei einem Bikini.